# Сан-Рафаэль (Веракрус)
Сан-Рафаэль (исп. San Rafael) — город и муниципалитет в Мексике, входит в штат Веракрус. Население — 28 291 человек.